# Jim Johnson (baseball, 1983)
Pour les articles homonymes, voir James Johnson et Johnson.
James Robert Johnson (né le 27 juin 1983 à Johnson City, New York, États-Unis) est un lanceur de relève droitier de la Ligue majeure de baseball.
Stoppeur chez les Orioles de Baltimore, Jim Johnson est élu meilleur releveur de la Ligue américaine en 2012. Il mène les majeures en 2012 et 2013 avec des saisons de 51 et 50 sauvetages, respectivement.

## Carrière

### Orioles de Baltimore
Après des études secondaires à la Endicott High School d'Endicott (New York), Brad Bergesen est repêché le 5 juin 2001 par les Orioles de Baltimore au cinquième tour de sélection.
Il débute en Ligue majeure le 29 juillet 2006. Il évolue quasi exclusivement en ligues mineures en 2007, puis trouve sa place dans l'effectif de relève des Orioles à partir de la saison 2008. Il obtient sa première victoire le 2 juin 2008 face aux Red Sox de Boston.
Johnson devient stoppeur le 30 juillet 2009 à la suite du transfert de George Sherrill chez les Dodgers de Los Angeles. Johnson termine 29 matchs lors de la deuxième moitié de la saison 2009, en enregistrant dix sauvetages.
En 2010, il maintient une moyenne de points mérités de 3,42 en 26 manches et un tiers lancées. En 26 sorties, il remporte une victoire, subit une défaite et enregistre un sauvetage.
Appelé occasionnellement dans le rôle de stoppeur en 2011, il réussit 9 sauvetages. Johnson ajoute 6 victoires à sa fiche contre 5 revers mais présente surtout une excellente moyenne de points mérités de 2,67 en 69 matchs et 91 manches au monticule.

#### Saison 2012

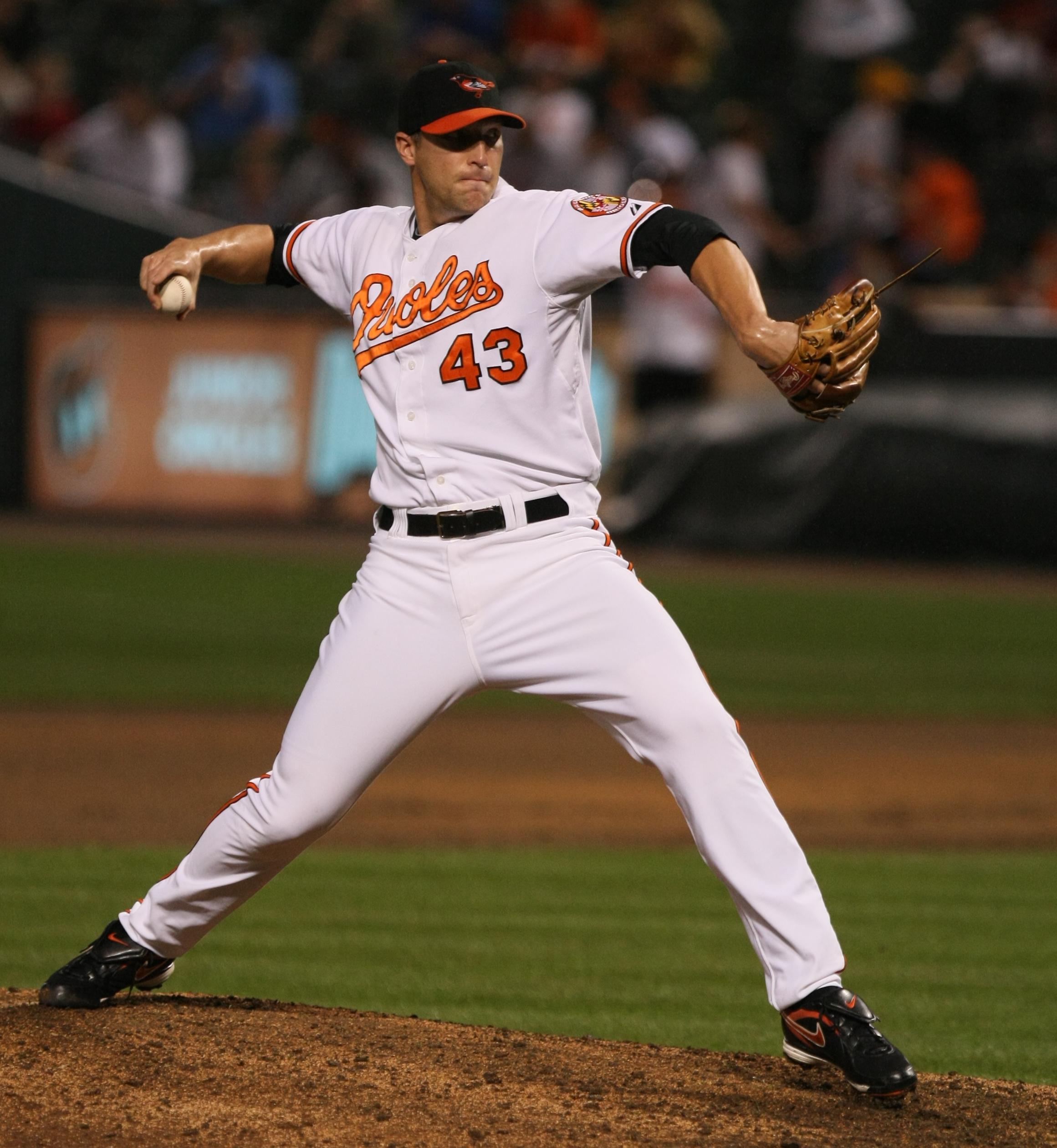
Jim Johnson est le releveur de l'année en 2012 dans la Ligue américaine.

Devenu stoppeur des Orioles, Jim Johnson est l'une des grandes raisons des surprenants succès de l'équipe qui, en 2012, connaît sa première saison gagnante en 15 ans et décroche une qualification en séries éliminatoires. Baltimore remporte 29 de ses 38 matchs décidés par la marge d'un seul point, un record du baseball majeur, et Johnson mène tout le baseball majeur avec 51 sauvetages. Il termine la saison régulière avec une moyenne de points mérités de 2,49 en 68 manches et deux tiers lancées lors de 71 matchs joués. Sa fiche est de deux victoires et une défaite. Il est nommé releveur du mois de mai 2012 et meilleur releveur de la saison 2012 dans la Ligue américaine.
Le 5 octobre, les Orioles jouent leur premier match éliminatoire depuis 1997. Johnson entre dans le match en 9e manche avec son club en avant par 4 points et enregistre les 3 derniers retraits du match de meilleur deuxième remporté par Baltimore sur les champions en titre de la Ligue américaine, les Rangers du Texas. La ronde éliminatoire suivante, qui est la Série de division entre les Orioles et les Yankees de New York, se déroule plus difficilement pour lui. Lanceur perdant du premier match de la série, il réussit le sauvetage dans le second, avant de saboter l'avance dans le troisième affrontement, alors qu'il est victime d'un coup de circuit de Raúl Ibáñez après un retrait en fin de neuvième manche. Johnson sauvegarde la seconde victoire des Orioles dans le match #4 mais n'entre pas en jeu dans la cinquième et ultime partie, qui scelle l'élimination de son club.
En 2012, Jim Johnson décroche sa première invitation au match des étoiles de mi-saison. Il termine 7e au vote désignant le vainqueur du trophée Cy Young du meilleur lanceur de la Ligue américaine et récolte même quelques votes pour le prix du joueur de l'année, prenant le 14e rang du scrutin.

#### Saison 2013
Avec 50 sauvetages, Jim Johnson mène en 2013 le baseball majeur pour la deuxième année de suite. Malgré 8 défaites pour aller avec ses 3 victoires, il maintient une moyenne de points mérités de 2,94 en 70 manches et un tiers lancées lors de ses 74 sorties.
En revanche, Johnson sabote 9 fois l'avance de son équipe en 2013, ce qui représente une source d'inquiétude pour la direction du club.

### Athletics d'Oakland
Le 2 décembre 2013, les Orioles de Baltimore échangent Jim Johnson aux Athletics d'Oakland contre Jemile Weeks, un joueur de deuxième but. Johnson s'avère complètement inefficace pour les A's, qui le libèrent de son contrat le 1er août 2014, après l'avoir soumis au ballottage sans qu'aucun des 29 autres clubs ne le réclame, vraisemblablement en raison des 10 millions de dollars qui lui étaient dus. Dès le 10 avril, les A's lui enlèvent le rôle de stoppeur et le remplacent par Sean Doolittle. Après 5 matchs, il avait déjà accordé 6 buts-sur-balles, 7 points mérités et 9 coups sûrs en 3 manches et un tiers lancées, pour une moyenne de points mérités de 18,90. Finalement, Johnson ne réalise que deux sauvetages pour Oakland en 38 matchs. Gagnant de 4 victoires contre deux défaites, sa moyenne se chiffre à 7,14 points mérités accordés par partie en 40 manches et un tiers lancées, avec 28 retraits sur des prises et 23 buts-sur-balles alloués.

### Tigers de Détroit
Johnson signe un contrat des ligues mineures avec les Tigers de Détroit le 6 août 2014 et est assigné aux Mud Hens de Toledo, leur club-école de niveau AAA. En 16 matchs des Tigers, sa moyenne de points mérités s'élève à 6,92 en 13 manches lancées, mais il porte une victoire à sa fiche. Il termine sa saison 2014 avec 5 victoires, deux défaites et une moyenne de 7,09 points mérités par partie en 53 manches et un tiers lancées et 54 matchs joués au total pour Oakland et Détroit.

### Braves d'Atlanta

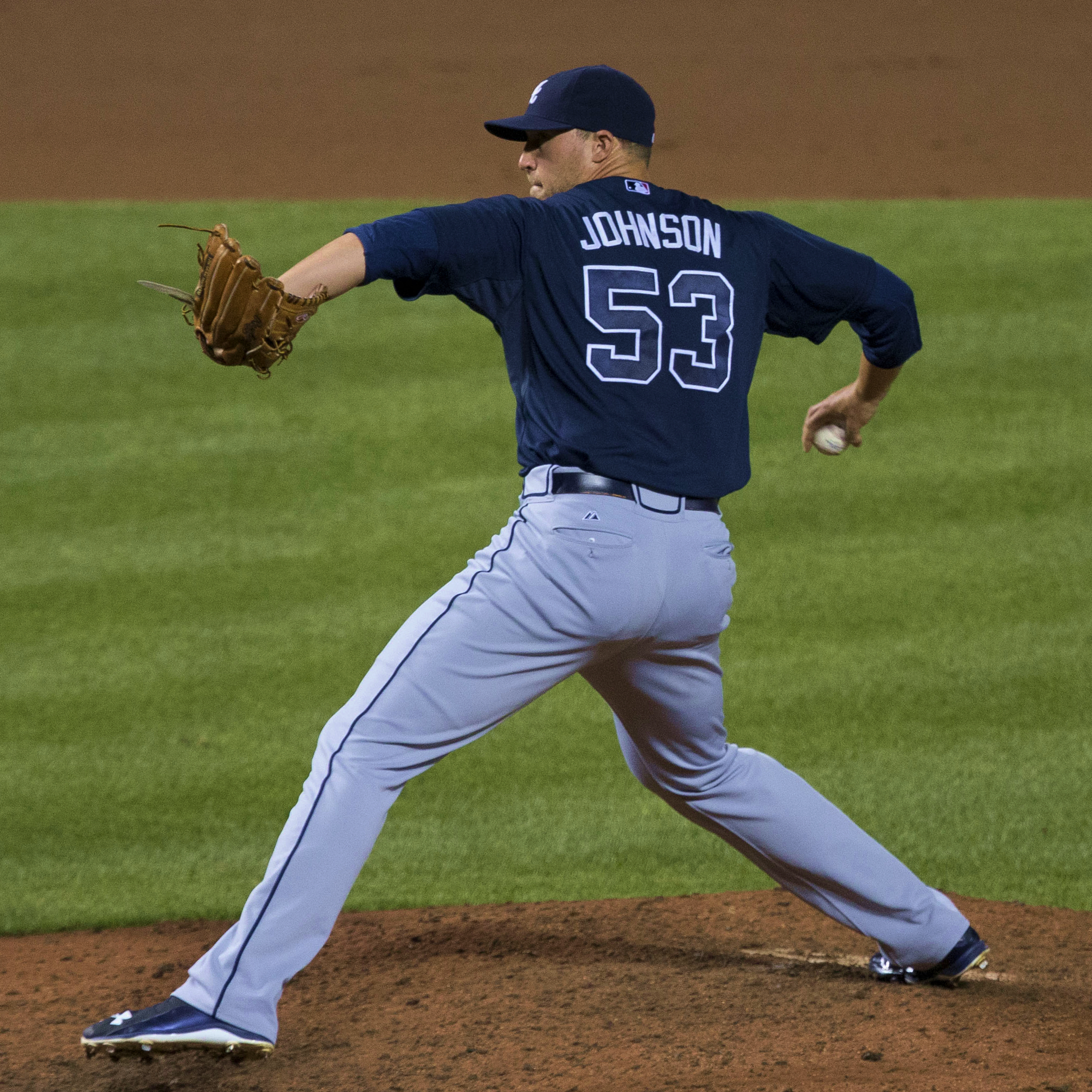
Jim Johnson lançant le 27 juillet 2015 pour les Braves d'Atlanta.

Le 3 décembre 2014, Johnson signe un contrat d'un an avec les Braves d'Atlanta.

### Dodgers de Los Angeles
Avec le lanceur partant gaucher Alex Wood, le releveur gaucher Luis Avilán, le lanceur partant droitier Bronson Arroyo et le joueur d'avant-champ des ligues mineures José Peraza, Johnson est le 30 juillet 2015 échangé aux Dodgers de Los Angeles contre le joueur de deuxième but Héctor Olivera, le releveur gaucher Paco Rodriguez et le lanceur droitier des ligues mineures Zachary Bird.

### Retour à Atlanta
Le 30 novembre 2015, Johnson retourne chez les Braves d'Atlanta, de qui il accepte un contrat d'une saison à 2,5 millions de dollars.
Il protège 20 victoires des Braves en 2016 et 22 en 2017.

### Angels de Los Angeles
Atlanta l'échange aux Angels de Los Angeles le 30 novembre 2017 en retour du lanceur gaucher des ligues mineures Justin Kelly.

## Statistiques
| Saison | Équipe    | G   | GS | CG | SHO | V | D  | SV | IP    | SO  | ERA   |
| ------ | --------- | --- | -- | -- | --- | - | -- | -- | ----- | --- | ----- |
| 2006   | Baltimore | 1   | 1  | 0  | 0   | 0 | 1  | 0  | 3.0   | 0   | 24,00 |
| 2007   | Baltimore | 1   | 0  | 0  | 0   | 0 | 0  | 0  | 2.0   | 1   | 9,00  |
| 2008   | Baltimore | 54  | 0  | 0  | 0   | 2 | 4  | 1  | 68.2  | 38  | 2,23  |
| 2009   | Baltimore | 64  | 0  | 0  | 0   | 4 | 6  | 10 | 70.0  | 49  | 4,11  |
| 2010   | Baltimore | 26  | 0  | 0  | 0   | 1 | 1  | 1  | 26.1  | 22  | 3,42  |
| Totaux | Totaux    | 146 | 1  | 0  | 0   | 7 | 12 | 12 | 170.0 | 110 | 3,65  |

Note : G = Matches joués ; GS = Matches comme lanceur partant ; CG = Matches complets ; SHO = Blanchissages ; 
V = Victoires ; D = Défaites ; SV = Sauvetages ; IP = Manches lancées ; SO = Retraits sur des prises ; ERA = Moyenne de points mérités.